# Terapeuta
Terapeuta to osoba, która specjalizuje się w określonym rodzaju terapii, najczęściej w psychoterapii. Można się też spotkać z definicją która określa terapeutę jako "specjalistę w dziedzinie terapii, znawca metod terapii". Terapeuta stosując odpowiednie metody, testy oraz angażując pacjenta/klienta w rozwiązywanie określonych zadań i wykonywanie odpowiednich czynności wpływają na zmianę postępowania lub zmianę zachowania swojego pacjenta/klienta. Najczęściej terapeutami są psycholodzy, lekarze, fizjoterapeuci, psychopedagodzy oraz pracownicy socjalni. W Polsce dość liczną grupę stanowią terapeuci zajęciowi, którzy poprzez organizację odpowiednich zajęć manualnych swoich podopiecznych wpływają na poprawę ich samopoczucia lub zachowania. 
Terapeuci najchętniej wykorzystywani są przy wspomagającym leczeniu chorób psychiatrycznych, depresji, choroby alkoholowej, narkomanii, zaburzeń u dzieci i młodzieży (ADHD, zespół Downa, itp.) oraz w leczeniu traumy. Coraz powszechniej ich praca znajduje zastosowanie w pracy z dziećmi agresywnymi oraz z zaburzeniami zachowania. Można też wyróżnić różnego rodzaju terapie rodzinne, np. w podejściu systemowym.